# Stazione di Olmi-Spercenigo
La stazione di Olmi-Spercenigo è una fermata a servizio della frazione di Olmi-San Floriano e di Spercenigo, entrambe del comune di San Biagio di Callalta.

## Storia
La fermata è stata realizzata dopo la riapertura della linea Treviso-Portogruaro, a sostituzione della precedente stazione di Spercenigo.

## Movimento
La stazione è servita da treni regionali svolti da Trenitalia nell'ambito del contratto di servizio stipulato con le regioni interessate.

## Servizi
È dotata di un solo marciapiede e di una pensilina a protezione dell'utenza in caso di agenti atmosferici sfavorevoli.

## Interscambi
Autoservizi La Marca.